# Исмаилов, Магомед Гасанович
Магоме́д Гаса́нович Исмаи́лов (род. 21 июня 1986, Нижний Тагил, Свердловская область) — российский боец смешанного стиля, представитель средней и полутяжёлой весовых категорий. Выступает на профессиональном уровне начиная с 2011 года, известен по участию в турнирах бойцовских организаций ACA, Fight Nights, M-1 Global, Kunlun Fight и др. Является титулованным спортсменом-профессионалом, чемпион мира по боевому самбо, мастер спорта международного класса. Мастер спорта по армейскому рукопашному бою и вольной борьбе.

## Биография
Магомед Исмаилов родился 21 июня 1986 года в городе Нижний Тагил Свердловской области. Отец аварец, мать кумычка. В возрасте семи лет вместе с семьёй переехал в Махачкалу, где с двенадцати лет серьёзно занимался вольной борьбой, затем перебрался в Москву — тренировался в спортивном обществе «Трудовые резервы».

### Любительская карьера
Начинал спортивную карьеру как борец-вольник, становился бронзовым призёром чемпионата Дагестана, чемпион и многократный призёр первенств Москвы, чемпион и призёр международных мастерских турниров, мастер спорта России по вольной борьбе.
Во время службы в Железнодорожных войсках РФ освоил технику армейского рукопашного боя и так же регулярно выступал на соревнованиях: призёр международного мемориального турнира генерала армии В. Ф. Маргелова, мастер спорта России по АРБ.
После службы в армии занимался боевым самбо под руководством тренера Владимира Отаровича Осии в московском клубе единоборств Golden Team при Российском университете кооперации. В 2010 году выиграл серебряную медаль чемпионата России по боевому самбо, в следующем году уже взял золото, победил на турнире памяти Рината Садыкова. В 2012 году одержал победу на чемпионате мира по боевому самбо (по версии Всемирной федерации боевого самбо) — за это выдающееся достижение удостоен почётного звания «Мастер спорта России международного класса».

### Профессиональная карьера
Дебютировал в смешанных единоборствах на профессиональном уровне в марте 2011 года, с помощью удушающего приёма сзади заставил сдаться своего соперника во втором раунде. Первое время дрался в крупной российской организации M-1 Global, на её турнирах провёл в общей сложности пять боёв, из которых выиграл четыре — единственное поражение потерпел от сильного российского проспекта Анатолия Токова, в первом раунде попался на обратный узел локтя и вынужден был сдаться.
В 2012 году участвовал во впервые проводившемся чемпионате России по ММА, в зачёте полутяжёлой весовой категории благополучно прошёл всех своих соперников, в том числе в финале взял верх над Рашидом Юсуповым, и тем самым завоевал золотую медаль.
В период 2014—2017 годов выступал в различных небольших промоушенах, почти из всех поединков выходил победителем — проиграл только французу Ксавье Фупа-Покаму на турнире 100 % Fight 20 во Франции. Раздельное решение было спорным.
Начиная с 2018 года сотрудничает с крупной российской организацией Fight Nights Global. Вышел на коротком уведомлении на бой против бразильца Илдемара Алкантары и выиграл у него техническим нокаутом в первом же раунде.
Осенью 2018 года в главном бою вечера вышел в клетку против Владимира Минеева — противостояние между ними продлилось все отведённые пять раундов, в итоге судьи зафиксировали ничью раздельным решением.
В феврале 2019 года Исмаилов официально стал бойцом лиги ACA. В рамках этой организации первые два боя провёл с Вячеславом Василевским и Артёмом Фроловым, победив в обоих.
24 июля 2020 года встретился в октагоне с Александром Емельяненко в рамках турнира ACA 107. Магомед Исмаилов выиграл бой техническим нокаутом в третьем раунде. Бой прошёл в рамках тяжёлой весовой категории, и был признан экспертами «Боем года в российском ММА». Сам Исмаилов  по итогам сезона был признан бойцом года в ACA.
16 октября 2021 года на турнире AMC FN потерпел первое поражение техническим нокаутом от Владимира Минеева.
3 декабря 2022 года в главном поединке турнира RCC 13 единогласным решением победил соотечественника Александра Шлеменко.
25 февраля 2022 года Магомед успешно дебютировал в профессиональном боксе, одолев нигерийца Оланреваджу Дуродолу.
7 октября 2022 года одержал уверенную победу над сербом Александром Иличем.
7 марта 2023 года решением большинства судей одержал победу над Иваном Штырковым в рамках турнира RCC Boxing.
20 июля 2024 года проиграл Владимиру Минееву в главном событии турнира Pulse UP Boxing. Бой проходил по правилам бокса и продлился восемь раундов. Единогласным решением судей победил Минеев.

### Творческая карьера
В 2020 году снялся в сериале «Реальные пацаны» в роли самого себя. По сюжету он был соперником Николая Наумова на ринге.
Ведёт страницу в Instagram, где имеет 2,1 млн подписчиков, также является автором канала «Лысый Хищник» на YouTube.
В 2025 году принял участие в 1 выпуске шоу "В темноте" на канале СТС, где выиграл 500 000 рублей.

## Статистика в ММА
| Боёв 22  | Побед 18 | Поражений 3 |
| -------- | -------- | ----------- |
| Нокаутом | 8        | 1           |
| Сдачей   | 4        | 1           |
| Решением | 6        | 1           |
| Ничьи    | 1        | 1           |

| Результат | Рекорд | Соперник               | Способ                                 | Турнир                                    | Дата             | Раунд | Время | Место                  | Примечание                                 |
| --------- | ------ | ---------------------- | -------------------------------------- | ----------------------------------------- | ---------------- | ----- | ----- | ---------------------- | ------------------------------------------ |
| Победа    | 18-3-1 | Александр Шлеменко     | Единогласное решение                   | RCC 13                                    | 3 декабря 2022   | 5     | 5:00  | Екатеринбург, Россия   | Бой в полутяжёлом весе. Завоевал пояс RCC. |
| Поражение | 17-3-1 | Владимир Минеев        | Техническим нокаутом (удары)           | AMC Fight Nights 105: Минеев - Исмаилов 2 | 16 октября 2021  | 3     | 4:41  | Сочи, Россия           | Бой за титул AMC FN в среднем весе.        |
| Победа    | 17-2-1 | Иван Штырков           | Единогласное решение                   | ACA 115                                   | 13 декабря 2020  | 3     | 5:00  | Москва, Россия         | Бой в полутяжёлом весе.                    |
| Победа    | 16-2-1 | Александр Емельяненко  | Технический нокаут (удары)             | ACA 107                                   | 24 июля 2020     | 3     | 3:07  | Сочи, Россия           | Бой в тяжёлом весе.                        |
| Победа    | 15-2-1 | Артём Фролов           | Единогласное решение                   | ACA 99                                    | 27 сентября 2019 | 3     | 5:00  | Москва, Россия         |                                            |
| Победа    | 14-2-1 | Вячеслав Василевский   | Нокаут                                 | ACA 95                                    | 27 апреля 2019   | 1     | 2:19  | Москва, Россия         |                                            |
| Ничья     | 13-2-1 | Владимир Минеев        | Ничья                                  | Fight Nights Global 90                    | 19 октября 2018  | 5     | 5:00  | Москва, Россия         |                                            |
| Победа    | 13-2   | Илдемар Алкантара      | Технический нокаут (удары)             | Fight Nights Global 85                    | 30 марта 2018    | 1     | 3:41  | Москва, Россия         |                                            |
| Победа    | 12-2   | Давид Васич            | Технический нокаут (остановлен врачом) | Golden Team Championship 1                | 3 ноября 2017    | 1     | 0:00  | Москва, Россия         |                                            |
| Победа    | 11-2   | Александру Ианцок      | Технический нокаут (удары)             | FighteRevolution Cup 2016                 | 12 августа 2016  | 1     | 1:19  | Калининград, Россия    |                                            |
| Победа    | 10-2   | Дидье Ниембе           | Технический нокаут (удары)             | ProfSport: GPro 19                        | 5 марта 2016     | 1     | 1:17  | Москва, Россия         |                                            |
| Победа    | 9-2    | Ибрагим Тибилов        | Единогласное решение                   | ProFC 58: Battle of Champions             | 8 ноября 2015    | 3     | 5:00  | Ростов-на-Дону, Россия |                                            |
| Победа    | 8-2    | Михаил Бурешкин        | Болевой приём (рычаг локтя)            | Octagon Fighting Sensation 5              | 3 октября 2015   | 1     | 4:51  | Ярославль, Россия      |                                            |
| Победа    | 7-2    | Иван Шишко             | Болевой приём (рычаг локтя)            | Sparta Fight Club: Legacy of Sparta 1     | 14 сентября 2014 | 1     | 1:08  | Зеленоград, Россия     |                                            |
| Поражение | 6-2    | Ксавье Фупа-Покам      | Раздельное решение                     | 100 % Fight 20: Comeback                  | 5 апреля 2014    | 3     | 5:00  | Леваллуа, Франция      |                                            |
| Победа    | 6-1    | Владимир Катыхин       | Единогласное решение                   | Kunlun Fight 1: World Tour                | 25 января 2014   | 3     | 5:00  | Паттайя, Таиланд       |                                            |
| Победа    | 5-1    | Герардо Хулио Гальегос | Единогласное решение                   | M-1 Challenge 43                          | 16 ноября 2013   | 3     | 5:00  | Сургут, Россия         |                                            |
| Победа    | 4-1    | Нико Ломан             | Технический нокаут (удары)             | Real Steel 2013                           | 14 сентября 2013 | 1     | 4:59  | Дубна, Россия          |                                            |
| Победа    | 3-1    | Эриксон Бетао          | Болевой приём (скручивание пятки)      | Кубок Раздолья 2                          | 30 июня 2013     | 1     | 1:15  | Зеленоград, Россия     |                                            |
| Поражение | 2-1    | Анатолий Токов         | Болевой приём (кимура)                 | M-1 Challenge 39                          | 23 мая 2013      | 1     | 2:48  | Москва, Россия         |                                            |
| Победа    | 2-0    | Алексей Маслов         | Технический нокаут (удары)             | M-1 Challenge 36                          | 8 декабря 2012   | 1     | 2:05  | Мытищи, Россия         |                                            |
| Победа    | 1-0    | Максим Булахтин        | Удушающий приём (удушение сзади)       | M-1 Challenge 23                          | 5 марта 2011     | 2     | 0:48  | Москва, Россия         |                                            |

### Любительские бои
| Результат | Рекорд | Соперник        | Способ               | Турнир                                    | Дата             | Раунд | Время | Место                   | Примечание                          |
| --------- | ------ | --------------- | -------------------- | ----------------------------------------- | ---------------- | ----- | ----- | ----------------------- | ----------------------------------- |
| Победа    | 2-0    | Диловар Насиров | ?                    | WMMAA 2012 European Championship - Finals | 14 ноября 2012   | ?     | ?     | Санкт-Петербург, Россия | Финал чемпионата Европы по ММА 2012 |
| Победа    | 1-0    | Рашид Юсупов    | Единогласное решение | M-1 Challenge 34: Emelianenko vs. Gluhov  | 30 сентября 2012 | 2     | 5:00  | Москва, Россия          |                                     |

## Награды и достижения
- Лучший MMA-боец 2020 года в России по версии ACA Awards[15].